# Województwo warszawskie (1793)

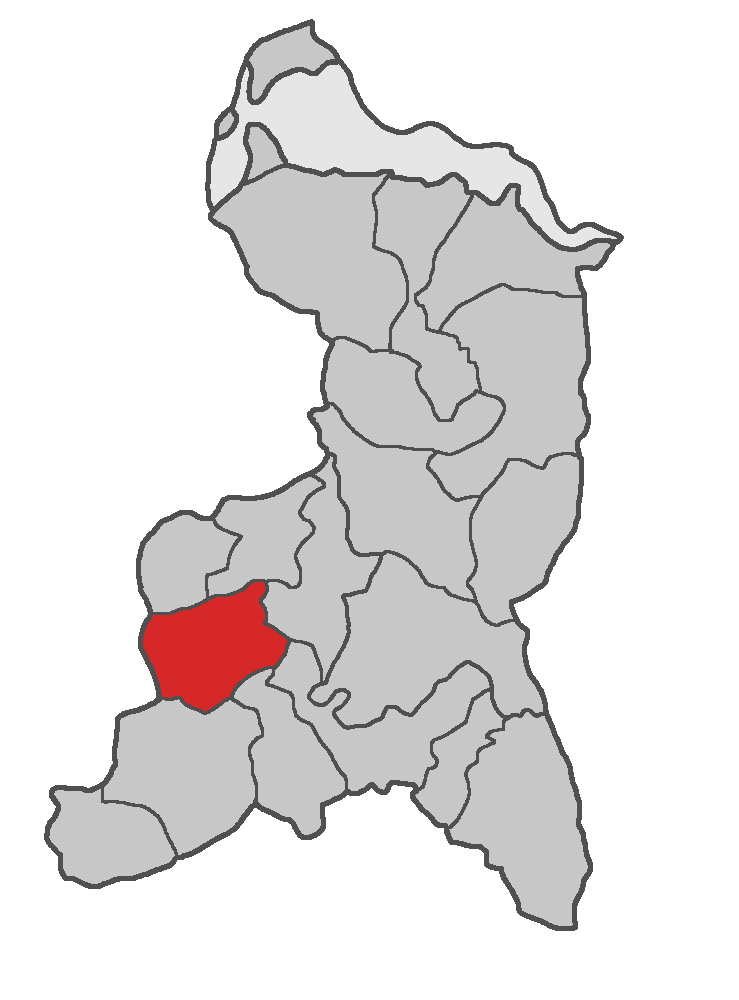
Województwo warszawskie na tle województw utworzonych na sejmie grodzieńskim

Województwo warszawskie zostało utworzone na sejmie grodzieńskim 23 listopada 1793 r. z powiatu czerskiego, grójeckiego, wareckiego, części bielskiego województwa rawskiego i fragmentów łęczyckiego; ziemi warszawskiej, części powiatów sochaczewskiego i mszczonowskiego; ziemi liwskiej, powiatu garwolińskiego i części kamienieckiego. Nie zostało w pełni zorganizowane w związku z rozpoczęciem insurekcji kościuszkowskiej. Województwo miało mieć w Sejmie dwóch senatorów (wojewodę i kasztelana) i sześciu posłów wybieranych na cztery lata (po dwóch z każdej ziemi). Miało wybierać po: 6 sędziów ziemskich (z ziemi warszawskiej 12), 6 komorników ziemskich (z ziemi warszawskiej 12), 1 pisarza sądowego ziemskiego (z ziemi warszawskiej 2), 9 komisarzy porządkowych (z ziemi warszawskiej 18), 3 regentów aktowych (z ziemi warszawskiej 2) z każdej ziemi. Sejmiki miały odbywać się: dla ziemi czerskiej w kościele franciszkanów w Warce, dla ziemi warszawskiej w kościele bernardynów na Krakowskim Przedmieściu w Warszawie, dla ziemi liwskiej w kościele parafialnym w Liwie.
Województwo dzieliło się na trzy ziemie:
- czerską – składała się z powiatu czerskiego, grójeckiego, wareckiego, części bialskiego i fragmentów województwa łęczyckiego
- warszawską – składała się z ziemi warszawskiej, części powiatów sochaczewskiego i mszczonowskiego
- liwską – składała się z ziemi liwskiej, powiatu garwolińskiego i części kamienieckiego.